# شانون فين
شانون فين هو لاعب هوكي الجليد كندي، ولد في 25 يناير 1972 في تورونتو في كندا.

## وصلات خارجية
- شانون فين على موقع دوري الهوكي الوطني (الإنجليزية)
- شانون فين على موقع EliteProspects.com (الإنجليزية)
- شانون فين على موقع HockeyDB.com (الإنجليزية)